# Soufiane Alloudi
Soufiane Alloudi (en árabe: سفيان علودي‎, Casablanca, Marruecos, 1 de julio de 1983) es un exfutbolista de Marruecos que jugaba en la posición de delantero centro.

## Carrera

### Club
| Periodo   | Club                       |
| --------- | -------------------------- |
| 2002-2007 | Raja Casablanca            |
| 2007      | → Al-Ain FC (cedido)       |
| 2008-2010 | Al-Ain FC                  |
| 2009–2010 | → Raja Casablanca (cedido) |
| 2010      | → Al Wasl FC (cedido)      |
| 2011      | Raja Casablanca            |
| 2012–2013 | FAR Rabat                  |
| 2012–2013 | → Wydad Fez (cedido)       |
| 2013–2015 | Kawkab Marrakech           |
| 2015–2016 | RS Berkane                 |
| 2016–2017 | Kawkab Marrakech           |

### Selección nacional
Jugó para Marruecos en 17 ocasiones de 2006 a 2010 y anotó siete goles, tres de ellos en la Copa Africana de Naciones 2008.
| # | Fecha                   | Sede                                          | Rival   | Marcador | Resultado | Torneo                         |
| - | ----------------------- | --------------------------------------------- | ------- | -------- | --------- | ------------------------------ |
| 1 | 17 de octubre de 2007   | Stade Moulay Abdellah, Rabat, Marruecos       | Namibia | 2 – 0    | 2 – 0     | Amistoso                       |
| 2 | 21 de noviembre de 2007 | Stade Dominique Duvauchelle, Créteil, Francia | Senegal | 3 – 0    | 3 – 0     | Amistoso                       |
| 3 | 12 de enero de 2008     | Fez Stadium, Fes, Marruecos                   | Zambia  | 2 – 0    | 2 – 0     | Amistoso                       |
| 4 | 21 de enero de 2008     | Ohene Djan Stadium, Acra, Ghana               | Namibia | 1 – 0    | 5 – 1     | Copa Africana de Naciones 2008 |
| 5 | 21 de enero de 2008     | Ohene Djan Stadium, Acra, Ghana               | Namibia | 2 – 0    | 5 – 1     | Copa Africana de Naciones 2008 |
| 6 | 21 de enero de 2008     | Ohene Djan Stadium, Acra, Ghana               | Namibia | 3 – 1    | 5 – 1     | Copa Africana de Naciones 2008 |
| 7 | 26 de marzo de 2008     | King Baudouin Stadium, Brussels, Bélgica      | Bélgica | 1 – 0    | 4 – 1     | Amistoso                       |

## Logros

### Club
- Botola (2): 2004, 2010
- Copa del Trono (1): 2005
- Copa CAF (1): 2003
- Liga de Campeones Árabe (1): 2006
- Copa de los Emiratos Árabes Unidos (1): 2009

### Individual
- Mejor jugador del Raja Casablanca en 2005/06 por los aficionados.
- Goleador de la Liga de Campeones Árabe 2005–06.
- Deportista marroquí del año en 2007.